# NGC 4215
NGC 4215 (również PGC 39251 lub UGC 7281) – galaktyka soczewkowata (S0), znajdująca się w gwiazdozbiorze Panny. Odkrył ją William Herschel 13 kwietnia 1784 roku. Należy do Gromady w Pannie.